# 910 (numero)
Novecentodieci (910) è il numero naturale dopo il 909 e prima del 911.

## Proprietà matematiche
- È un numero pari.
- È un numero composto con 16 divisori: 1, 2, 5, 7, 10, 13, 14, 26, 35, 65, 70, 91, 130, 182, 455, 910. Poiché la somma dei suoi divisori (escluso il numero stesso) è 1106 > 910, è un numero abbondante.
- È un numero intero privo di quadrati.
- È un numero malvagio.
- È un numero felice.
- È un numero congruente.
- È un numero tetraprimo.
- È un numero palindromo nel sistema di numerazione posizionale a base 9 (1221)
- È parte delle terne pitagoriche (224, 882, 910), (312, 910, 962), (350, 840, 910), (462, 784, 910), (546, 728, 910), (600, 910, 1090), (910, 1008, 1358), (910, 1056, 1394), (910, 2184, 2366), (910, 3120, 3250), (910, 4176, 4274), (910, 5880, 5950), (910, 8256, 8306), (910, 15912, 15938), (910, 29568, 29582), (910, 41400, 41410), (910, 207024, 207026).

## Astronomia
- 910 Anneliese è un asteroide della fascia principale del sistema solare.
- NGC 910 è una galassia ellittica della costellazione di Andromeda.

## Astronautica
- Cosmos 910 è un satellite artificiale russo.